# 林希範
林希範（15世紀—16世紀），字敷政，福建興化府莆田縣人，明朝政治人物。

## 生平
林希範是宣德五年進士林文的曾孫，府學林釗之子，中弘治八年（1495年）福建鄉試舉人，授太平通判，陞漢陽同知，以清操調任岳州同知，處事果斷，監督平江賦稅能清理欠稅，入覲不攜帶土產，有廉潔聲譽，離任後岳州人亦思念他，官至楚王府長史。

## 引用
1. 1 2  光緒《莆田縣志·卷十七·人物志》：林文，字恒簡，與環同出九牧葦之後，宣德五年廷對第三，授翰林編修……曾孫希範，由鄉薦為漢陽府同知，以清操調岳州府，臨事果斷，督賦平江無毫髮之擾，惠利及人，去後遺思，終楚府長史。
2. ↑  光緒《莆田縣志·卷十三·選舉志》：鄉舉……成化四年戊子 是科中式三十人……林釗 字與度，文孫，府學，錦衣經歷，以子希範贈同知……宏治八年乙卯 是科中式三十六人林希範 字敷政，釗子，府學，附曾祖文傳
3. ↑  乾隆《太平府志·卷十七·職官三》：通判……林希範 福建莆田舉人，陞漢陽同知
4. ↑  乾隆《岳州府志·卷二十·名宦》：林希範，字敷政，莆田人，嘉靖間由舉人歷官漢陽同知，移岳州，貌若不勝衣而臨事果斷不可撓，督賦平江豪右奉法，積逋悉清，入覲不攜方物，廉聲著於一時。